# Ванк (Мардакертский район)
1. перенаправление Венгли